# Kadhirvedu
Kadhirvedu es una ciudad censal situada en el distrito de Tiruvallur en el estado de Tamil Nadu (India). Su población es de 7580 habitantes (2011). Se encuentra a 36 km de Tiruvallur y a 10 km de Chennai.

## Demografía
Según el censo de 2011 la población de Kadhirvedu era de 7580 habitantes, de los cuales 3836 eran hombres y 3744 eran mujeres. Kadhirvedu tiene una tasa media de alfabetización del 91,79%, superior a la media estatal del 80,09%: la alfabetización masculina es del 95,43%, y la alfabetización femenina del 88,17%.